# Oblo Brdo (Czarnogóra)
Oblo Brdo (cyr. Обло Брдо) – wieś w Czarnogórze, w gminie Andrijevica. W 2011 roku liczyła 54 mieszkańców.